# Iastrebovo, Stara Zagora
Iastrebovo (în bulgară Ястребово) este un sat în comuna Opan, regiunea Stara Zagora,  Bulgaria. 

## Demografie
Componența etnică a satului Iastrebovo
     Romi (2,59%)
     Bulgari (41,19%)
     Nicio identificare (56,21%)
     Altele (0%)
La recensământul din 2011, populația satului Iastrebovo era de 386 locuitori. Nu există o etnie majoritară, locuitorii fiind bulgari (41,19%) și romi (2,59%). Pentru 56,21% din locuitori nu este cunoscută apartenența etnică.